# Doumé, Benin
Doumé är en ort i Benin. Den ligger i den södra delen av landet, 200 km nordväst om huvudstaden Porto-Novo. Doumé ligger 226 meter över havet och antalet invånare är 13 592.
Terrängen runt Doumé är platt. Det finns inga andra samhällen i närheten.
Omgivningarna runt Doumé är en mosaik av jordbruksmark och naturlig växtlighet. Runt Doumé är det ganska glesbefolkat, med 42 invånare per kvadratkilometer.